# Basalt

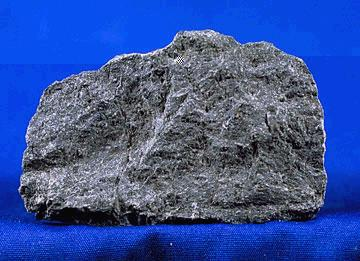
Basalt

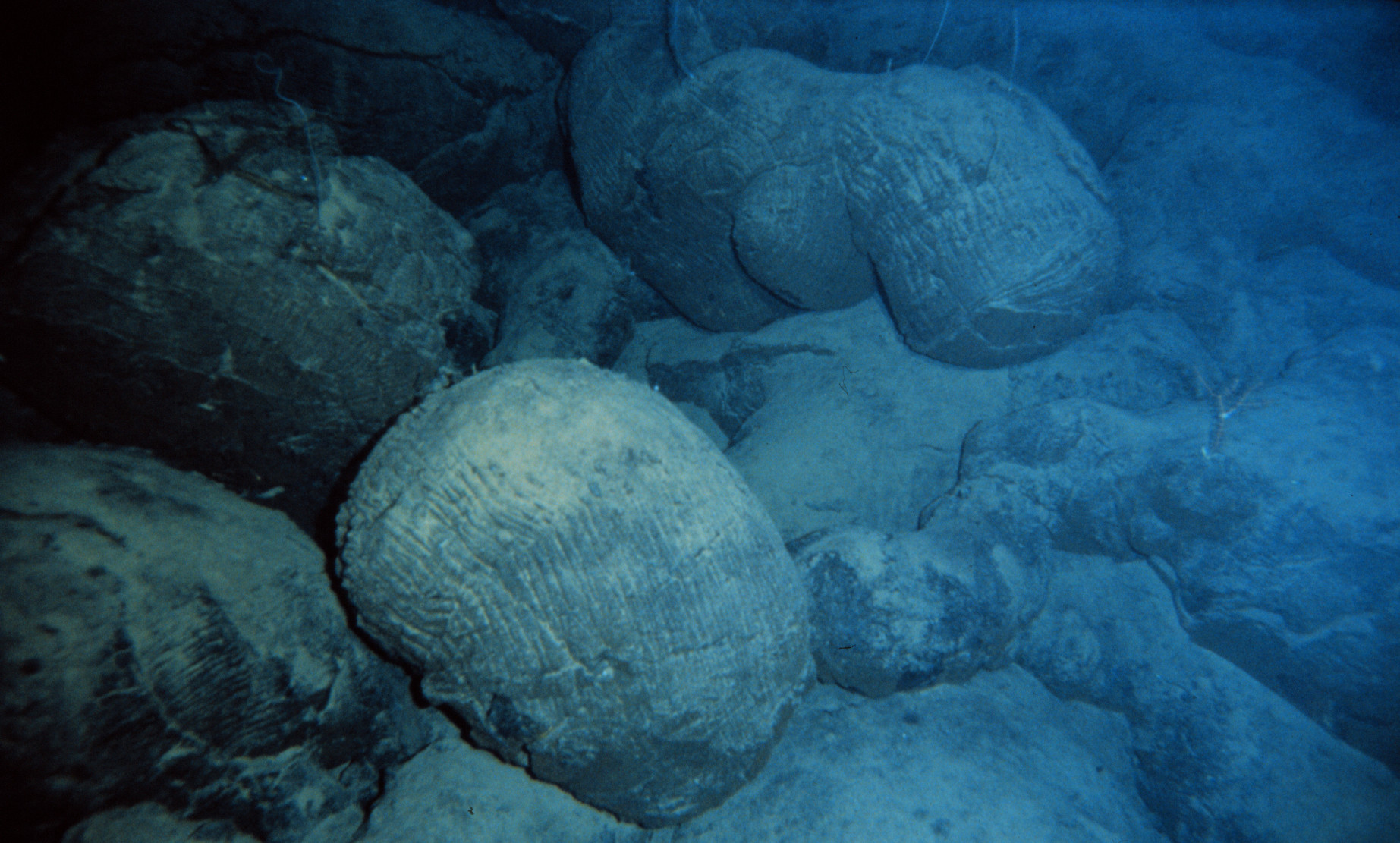
"Basaltkuddar" på havsbotten.

Basalt är en magmatisk bergart av vulkaniskt ursprung. I oomvandlat tillstånd är basalt en svart bergart men vittring leder till gulbruna, rödbruna eller grönaktiga färger. Basalter är finkorniga till mycket finkorniga, kornstorleken är oftast mindre än 0,5 mm. Basalt är basisk, vilket när det handlar om bergarter handlar om innehållet av SiO2 vilket för basalt är omkring 49 viktprocent. Huvudkomponenterna i basalt är kalciumrik plagioklas, pyroxen (oftast augit), olivin och magnetit. Andra komponenter man kan hitta i basalt är amfibol, och olika oxider och sulfidmineral. Basalt kan ha gasbubblor som blivit "infrusna" i den svalnande lavan, detta ger en vesikulär textur. Om hålrummen innehåller andra mineral kallas de amygduler.
Basalt är en av de bergarter som under metamorfos kan omvandlas till amfibolit.

## Etymologi
Namnet basalt kommer från latinska basạltes - en felstavad form av basanites som betyder "mycket hård sten". Detta ord kommer i sin tur från grekiskans basanịtẽs lịthos som betyder prövosten. Prövostenar var en sorts stenar man använde för att testa kvaliteten av guld- eller silverlegeringar. Man använde alla sorters mörka hårda stenar som prövostenar. Det gick till så att man gned metall och prövosten mot varandra och genom att se på streckfärgen så kunde man bestämma metallens kvalitet. Man tror att ordet innan detta kan ha sitt ursprung i ett afrikanskt ord, kanske det egyptiska bauhan som betyder skiffer
Namnet kan också komma från det egyptiska landskapet Bashan där basalt finns.

## Förekomst
Basalt är jordens vanligaste lavabergart. I den övre delen av oceanbottnarna är basalt den dominerande bergarten. Även stora delar av ytan på alla solsystemets stenplaneter är av basalt. Platåbasalter kallas de vidsträckta lavatäcken av basalt som finns på jordens kontinenter. En av de största basaltflödena på land är Deccantrapporna i Indien. Dessa täcker en yta på en halv miljon kvadratkilometer. Här finns lokalt stora hålrum med vackra kristalliserade mineral, framför allt zeoliter. Pelarförklyftning i basalt vid Fingals grotta på Staffa i Skottland samt Giant's Causeway (iriska: Clochán An Aifir) på Irland. I Sverige kan man hitta pelarförklyftning i Rallate i Skåne.

## Typer av basalt
- Tholeiitisk basalt (uppkallad efter den tyska orten Tholey) är den vanligaste basalten på havsbotten. Den har en låg halt kiseloxid och en låg halt natrium.
  - Oceanryggsbasalt (MORB) bildas längs med oceanryggarna i haven.
- Aluminiumrik basalt består till mer än 17% av aluminiumoxid.
- Alkalin basalt har en låg halt kiseloxid och en hög halt natrium[12].
- Bonitit är en magnesiumrik och titanfattig form av basalt eller andesit som bildas vid vissa subduktionszoner.[13]